# Huairou
Huairou är ett stadsdistrikt i Pekings storstadsområde och är beläget cirka 50 km nordöst från stadens centrum. Distriktet är mest känt för Mutianyu, en del av kinesiska muren som är beläget i distriktet och är en populär turistdestination.
Huairou är också känt för att då FN:s fjärde internationella kvinnokonferens sammanträdde i Peking 1995, tvingades konferensens NGO-forum mötas här istället för i huvudstaden, vilket först utlovats. I samband med detta byggdes det upp en "kvinnoby" i distriktet som en tid hade upp till 30 000 invånare.

## Administrativ indelning
Huairou är indelat i två stadsdelsdistrikt, tolv köpingar (varav tre benämns områden) och två etniska minoritetssocknar.
Stadsdelsdistrikt:
- Longshan (龙山街道)
- Quanhe (泉河街道)

Köpingar:

- Baoshan, Peking (宝山镇)
- Beifang (北房镇)
- Bohai (渤海镇)
- Huaibei (怀北镇)
- Jiuduhe (九渡河镇)
- Liulimiao (琉璃庙镇)
- Qiaozi (桥梓镇)
- Tanghekou (汤河口镇)
- Yangsong (杨宋镇)

Köpingar som benämns områden (地区): 
- Huairou (怀柔地区)
- Miaocheng (庙城地区)
- Yanqi (雁栖地区)

Etniska minoritetssocknar:
- Changshaoying (长哨营满族乡) (manchuer)
- Labagoumen (喇叭沟门满族乡) (manchuer)